# Yarova
Yarova (en ucraniano: Ярова; en ruso: Яровая, romanizado: Yarovaya) es un asentamiento de tipo urbano ucraniano perteneciente al óblast de Donetsk. Situado en el este del país, forma parte del raión de Kramatorsk y es el centro del municipio (hromada) de Yarova.
Durante la invasión rusa de Ucrania de 2022 la ciudad se encontró ocupada por Rusia desde el 28 de abril de 2022; a finales de septiembre de 2022 las Fuerzas Armadas de Ucrania peleaban por recuperar la ciudad y lo consiguieron el 19 de septiembre. Actualmente está totalmente bajo el control de Ucrania. 

## Geografía
El asentamiento está ubicado al norte del río Donets, a unos 13 km al noroeste de Limán y 120 kilómetros al norte de Donetsk. Al norte de Yarova está el Parque Nacional de las Montañas Sagradas.

## Historia
Yarova fue mencionado por primera vez por escrito en 1670 y, según la leyenda, fue fundado por inmigrantes de todo el río Dniéper que se asentaron en la parte noroeste del pueblo moderno cerca de un barranco donde fluía un arroyo.
El pueblo de Yarova recibió el estatus de asentamiento de tipo urbano en 1938. Durante la Segunda Guerra Mundial, la línea del frente pasó dos veces por el pueblo.
El asentamiento fue ocupado por Rusia el 1 de junio de 2022 como parte de la batalla del Dombás en la invasión rusa de Ucrania. El 19 de septiembre, las fuerzas ucranianas liberaron Yarova.

## Demografía
La evolución de la población entre 1970 y 2022 fue la siguiente:
| 2471                                                          | 2203 | 2149 | 2018 | 1955 | 1840 |
| (Fuente: Cities & Towns of Ukraine y UKRAINE: Größere Städte) |      |      |      |      |      |

## Economía
Muchos habitantes de Yarova trabajan en empresas y oficinas de Limán.  

## Infraestructura

### Transporte
Yarova tiene una estación de trenes en la línea Járkiv-Horlivka.